# Mimoxenolea sikkimensis
Mimoxenolea sikkimensis är en skalbaggsart som först beskrevs av Stefan von Breuning 1961.  Mimoxenolea sikkimensis ingår i släktet Mimoxenolea och familjen långhorningar. Inga underarter finns listade i Catalogue of Life.